# 平山美智子
平山 美智子（ひらやま みちこ、1923年7月14日 - 2018年4月1日）は、日本の声楽家（ソプラノ歌手）。
ブーレーズ、ケージ、クセナキスが彼女の為に作品を多く作っている。

## 人物
1923年7月14日、 東京府東京市出身。1944年に東京音楽学校（現・東京芸術大学）を卒業。
1953年にイタリアへ渡り、サンタ・チェチーリア国立アカデミア（ローマ）及びキジアーナ音楽院（シエーナ）にて声楽を学ぶ。1957年にはオーストリアへ行き、モーツァルテウム音楽院（ザルツブルク）でヴォルフガング・アマデウス・モーツァルト作品の研究を始めたのを皮切りに、フーゴー・ヴォルフ以後の後期ロマン派音楽に探求の幅を広げるなど意欲的な音楽活動を展開する。
1950年代後半から1960年代にかけて欧州各地でオペラ公演への出演を数多く繰り広げる一方で、イタリア現代音楽作曲家のジャチント・シェルシとの出逢いを契機として『山羊座の歌』を制作・発表している。
1960年よりイタリア・ローマに在住しており、それ以降はシェルシを始め、ドメニコ・グアッチェロ(it:Domenico Guaccero)、フランコ・エヴァンジェリスティなどといった作曲家とのコラボレーションを展開するなどオペラや現代音楽をメインとした活動を続けている。
2013年には久々に日本へ戻り、自身の卆寿を記念して『平山美智子－90歳の軌跡』と題するリサイタルを東京オペラシティで開催した。
2018年4月1日、ローマの自宅において死去。94歳没。